# Miley Stewart
Miley Ray Stewart eller Hannah Montana er en fiktiv person spillet af Miley Cyrus fra serien Hannah Montana, hovedpersonen. Serien fokuserer på Miley, som lever et dobbeltliv som en almindelig teenager om dagen og som Hannah Montana om aftenen. Ingen kender begge hendes identiteter, bortset fra vennerne og familien.   